# Ali Sadiq Abu Haif

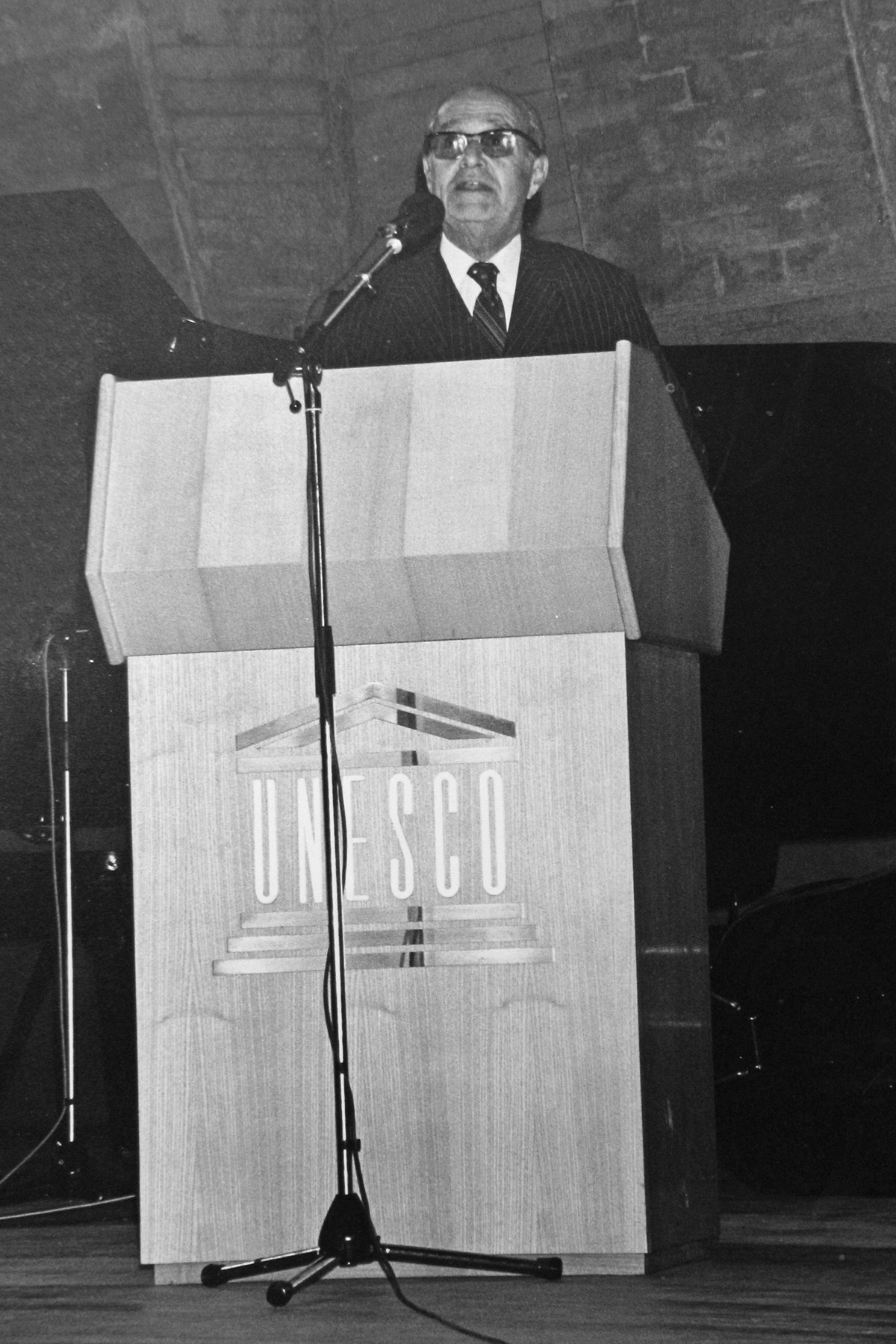
Ali Sadiq Abu Haif (1981)

Ali Sadiq Abu Haif (arabisch علي صادق أبو هيف, DMG ʿAlī Ṣādiq Abū Haif) ist ein ägyptischer Rechtsanwalt und Menschenrechtswissenschaftler. Er wird in Ägypten und der arabischen Welt als maßgeblicher Experte für internationales öffentliches Recht und Menschenrechte anerkannt. Er lehrte als Professor für internationales öffentliches Recht an der Universität von Alexandria. Seine Arbeit wurde 1981 mit dem UNESCO-Preis für Menschenrechtserziehung gewürdigt.

## Werke
- Blutgeld im islamischen Recht (arabisch الدية فى الشريعة الاسلامية)
- Blutgeld im islamischen Recht und seine Anwendung in den Gesetzen und Bräuchen des modernen Ägypten (arabisch الديه فى الشريعه الاسلاميه وتطبيقها فى قوانين وعادات مصر الحديثه)
- Öffentliches internationales Gesetz (arabisch القانون الدولى العام)
- Blutgeld im islamischen Recht und seine Anwendung in den Gesetzen des modernen Ägypten (arabisch الديه فى الشريعه الاسلاميه و تطبيقاتها فى قوانين مصر الحديثه)